# Power Pivot
Power Pivot (inizialmente PowerPivot, senza spazi) è un applicativo del software Microsoft Excel. È disponibile come add-in in Excel 2010 e 2013 attraverso downloads separati, mentre è già incluso dalla versione Excel 2016 in poi. Power Pivot permette di creare un modello ROLAP ed usare tabelle pivot per esplorare il modello una volta costruito. In questo modo, Excel può agire da piattaforma business intelligence interrogando il modello attraverso query e misure avanzate di calcolo.
Power Pivot sfrutta il Data Analysis Expressions (DAX) come linguaggio per interagire con il modello, benché esso possa essere interrogato con il linguaggio Multidimensional Expressions (MDX). Le espressioni DAX permettono all'utente di creare misure basate sul modello dei dati, che possono aggregare e iterare anche milioni di righe di tabulati in pochi secondi.
Power Pivot adotta il metodo di compressione SSAS Vertipaq per gestire il modello dei dati in memoria sul computer, perciò modelli dei dati molto grandi potrebbero non essere compatibili con la versione a 32-bit di Excel.
Concepito come prodotto BI self-service, Power Pivot permette agli utenti senza alcuna specializzazione nell'ambito business intelligence o analisi dei dati di sviluppare modelli dei dati e relativi calcoli, condividendo i risultati direttamente in Excel oppure attraverso librerie SharePoint.